# 山形純菜
山形 純菜（やまがた じゅんな、1994年6月20日 - ）は、TBSテレビのアナウンサー。

## 来歴
岩手県盛岡市出身。岩手県立盛岡第三高等学校、実践女子大学生活科学部卒業。中学時代はバレーボール部でキャプテンを務めていた他、リレーでの経験を買われて陸上部の助っ人もしていたことがあったが、高校では選手ではなく、ソフトテニス部のマネージャーを務めていた。子供の頃から、誰かを献身的にサポートすることが好きで、小・中・高とずっと保健委員だった。高校生時代、最初は養護教諭を目指していたという。2013年11月、『ミス実践コンテスト2013』グランプリ。同年12月『Miss of Miss CAMPUS QUEEN CONTEST 2013』ファイナリスト。2014年2月、『Miss of Tokyo』グランプリ。同年4月『Miss of Japan』グランプリ。2015年11月、『2016 ミス・インターナショナル日本代表選出大会』グランプリ。2016年10月、『2016ミス・インターナショナル世界大会』ではファイナリストにそれぞれ選出された。また、大学在学中は雑誌『JJ』の専属読者モデルを務めた。2016年4月から2017年3月までの1年間、トヨタ自動車のディーラーであるトヨペット店による「第41回 トヨペットふれあいグリーンキャンペーン」大使を務め、地元・岩手（岩手トヨペット）を含む全国にあるトヨペットの販売店を回った。
2017年4月1日に、アナウンサーとしてTBSテレビに入社。同期のアナウンサーは、山本里菜（2023年11月1日からフリーアナウンサーに転身）と喜入友浩。山本とは入社前に同じアナウンススクールへ通っていた縁で親交が深く、入社の当初には（二人の氏名の漢字表記が「山」で始まり「菜」で終わることにちなんで）「山菜コンビ」とも呼ばれていたが、山形本人曰く、その後（2019年時点）は、これはあまり言われなくなったと言う。7月18日、同期の喜入・山本と共に『毒蝮三太夫のミュージックプレゼント』において赤坂デリシャカスPRを兼ね、ラジオ出演した。
アナウンサーを目指すようになったきっかけは、地元・岩手で東日本大震災により被災し、停電の中で聴いていたラジオのアナウンサーの声から覚えた安心感と信頼感だったと話している。現に、入社後は報道・情報系の番組を主に担当。2024年には、皆川玲奈（先輩アナウンサー）の産前産後休暇入りを受けて、皆川が担当していた『ひるおび』木・金曜分のアシスタントを5月9日から9月27日まで代行していた。スポーツ関連の中継や番組へ出演する機会も多く、東京2020オリンピック・東京2020パラリンピックの開催前後には、『東京VICTORY』（両大会に関連した全国ネット向けのテレビ番組）でメインキャスターを務めていた。入社7年目の2023年には、クイーンズ駅伝（11月26日）のテレビ中継で、スポーツ中継における実況デビューを第4中継所で果たしている。

## 人物

### 家族
兄と姉が居る。

### 免許・資格
栄養士・管理栄養士・食品衛生監視員・食品衛生管理者・普通自動車運転免許

## 出演番組

### 現在の出演番組
テレビ
- Nスタ
  - 月 - 木曜日サブキャスター：2025年3月31日 -
- アッコにおまかせ!進行（2025年1月5日 - ）

ラジオ
- 中野浩一のフリートーク（アシスタント、2018年7月14日 - ）
  - 1998年4月から20年3ヶ月にわたって木村郁美（当時の先輩アナウンサー）が担ってきた役割を継承。
- こども音楽コンクール（パーソナリティ、2019年4月7日 - ）
  - 担当の開始から2年間は『山形純菜 プレシャスサンデー』に内包されていたが、同番組の終了に伴って19年半振りに単独番組に戻った2021年4月以降もパーソナリティを継続。
- 土曜朝6時 木梨の会。（2023年10月14日 - ）
  - 2021年1月からアシスタントを週替わり（後輩アナウンサーの近藤夏子・篠原梨菜と交代）で務めていた山本里菜がTBSテレビを2023年10月31日付で退社することを受けて、山本の担当分を継承[18]。
- 菊川怜PLUS ON LIFE  えがおで元気（パートナー、2024年3月7日 - 、毎週木曜日17:50 - 18:00）

YouTube
- GAME × GAME powered by TBS【ガメガメ。】（2024年 - ）
  - 先輩アナウンサーで、TBSテレビ新規IP開発部の「eスポーツ研究所」所員を兼務する宇内梨沙が2020年より開設しているYouTubeチャンネルで、2024年から現在のチャンネル名となっている。山形は『ガメガメ。』改名直後に初出演を果たしており、その後も不定期でゲストおよびメイン出演。

### 過去の出演番組

#### テレビ
- あさチャン!（木・金曜日→水曜日以外→水〜金曜日、2017年10月2日・5日 - 2019年12月27日） - 気象情報などを担当
- イベントGO!（ナビゲーター、2017年10月 - 2018年9月）
- 王様のブランチ（2019年4月6日 - 2021年3月27日[19]） - 進行
  - レギュラー卒業後の2022年11月19日にも、『まるっと!サタデー』（当時メインキャスターを務めていた生放送番組）に続いて進行を担当した。この日に進行を予定していた日比麻音子（2021年10月から隔週で出演している先輩アナウンサー）が、放送の3日前（11月16日）に受診したPCR検査で新型コロナウイルスへの陽性反応が示されたことを受けて出演を見合わせたことによる。
  - 全曲ノーカット完全版（2020年5月23日、TBSチャンネル1）
- はやドキ!（2017年10月16日 - 2018年4月2日・2020年4月3日- 2021年9月30日 ）
  - 月曜日サブキャスター（2017年10月16日 - 2018年4月2日・2020年9月28日 - 2021年3月22日）
  - 金曜日メインキャスター（2020年4月3日 - 9月25日）
  - 火曜日サブキャスター（2020年9月29日 - 2021年9月28日）
  - 金曜日サブキャスター（2021年3月5日 -2021年9月30日）
- 東京VICTORY（メインキャスター、2019年7月6日 - 2021年9月25日）
  - 当初は2020年の夏季に予定されていた東京2020オリンピックを取り上げていた関係で、オリンピックが新型コロナウイルス感染症（COVID-19）の流行に伴う延期を経て2021年の夏季に開催された際には、TBSテレビ担当分の「報道活動」として一部の競技会場の取材リポートを任されていた。
- サウンド・イン"S" スペシャルライブ2020（同年2月27日収録） - 司会
  - パート1（2020年3月21日、BS-TBS） [20]
  - パート2（2020年4月18日、BS-TBS）
- JNN NEWS
  - 木・金曜日11時台（『ひるおび』に内包）：2020年9月17日 - 10月16日
    - 2018年8月24日、当時ニュースキャスターを務めていた先輩アナウンサー・高畑百合子の夏季休暇に伴い、11時台の『JNN NEWS』と13時台のニュースコーナーを担当。

  - 水曜日9時台（『ラヴィット!』に内包）：隔週（2021年10月6日 - 2022年3月）→ 毎週（2022年4月6日 - 2023年3月29日）
- BS-TBS開局20周年記念番組・輝く!永遠の名曲大歌謡祭（2020年12月4日、BS-TBS） - 司会
- まるっと!サタデー（メインキャスター、2021年4月3日 - 2023年3月25日 ）[21]
  - 生放送番組であったが、前述した『東京VICTORY』（事前収録）が後枠に編成されていたことから、同番組が終了する2021年9月28日までは放送上2番組連続で出演していた。
- Nスタ（木・金曜日ニュースプレゼンター、2021年10月7日 - 2023年3月24日）
  - メインキャスターの井上貴博・ホラン千秋などが年末休暇に入っていた2021年12月29日（水曜日）には、年末特別編成による短縮版（18:30 - 19:00）ながらメインキャスターを代行した。
- 賞金奪い合いネタバトル ソウドリ〜SOUDORI〜（2023年12月12日 - 2024年3月26日） - アシスタント「ナ・ジュン」名義で出演。
  - 報道1930（水・木曜日サブキャスター）
  - From TBS（ナレーター、2023年10月 - ）
  - OAを見た後に…語らナイト（2024年6月28日 - 、不定期）
  - スポーツ中継（ボクシング、駅伝）
    - 2021年夏季開催の東京2020オリンピックや、TBSテレビが日本国内向けの放送権を保有している2023年アジア競技大会（中華人民共和国の杭州市で開催）のテレビ中継では、一部の競技会場などからのリポートを担当。

#### ラジオ
- 爆笑問題の日曜サンデー（2018年9月23日・9月30日・10月7日） - 放送日順にスタジオ出演[22]、中継リポーター[23]、江藤愛アナウンサーの代理としてスタジオ出演 [24]。
- 六平直政の気をつけナイト!（2018年10月7日 - 2019年9月29日[25][26]）
- 山形純菜 プレシャスサンデー（2019年4月7日 - 2021年3月28日） - 2002年10月から19年半にわたって放送された『プレシャスサンデー』シリーズの最終（第10代）パーソナリティ

### その他
- 美学生図鑑（WEB、2013年）[27]